# Ivan Albreht
Ivan Albreht, slovenski književnik in publicist, * 7. maj 1893, Hotedršica, † 12. julij 1955, Ljubljana.

## Življenjepis
Rodil se je očetu Francu in materi Neži (rojena Korče).
Albreht se je po končani gimnaziji v Ljubljani (1913)  posvetil študiju prirodoslovja na univerzi v Gradcu, bil po vojski v državni službi v plebiscitni coni na Koroškem, pozneje v Ljubljani pri socialnem skrbstvu in nato na ljubljanski univerzi uradnik. Bil je sourednik »Jutranjih novosti« in »Splošne knjižnice« izdal izdal več pesniških zbirk in dugih književnih del: črtic, novel in povesti in razne prevode ...